# Колишкін Олександр Іванович
Олександр Іванович Колишкін (1 квітня 1907, село Слабцово Зубцовського повіту Тверської губернії, тепер Тверської області, Російська Федерація — ?) — радянський діяч, 1-й секретар Мінського обласного комітету КП(б) Білорусії. 

## Життєпис
З 1917 року працював на сільськогосподарських підприємствах Московської губернії.
Член ВКП(б) з 1928 року.
З 1928 по 1930 рік навчався на робітничому факультеті Ленінградського політехнічного інституту. У 1936 році закінчив Ленінградський індустріальний інститут, інженер-механік.
У 1936—1937 роках — інженер-конструктор, начальник механоскладального цеху турбінного цеху Ленінградського машинобудівного заводу імені Кірова.
З листопада 1937 по 1938 рік — помічник секретаря, в 1938—1939 роках — 2-й секретар Кіровського районного комітету ВКП(б) міста Ленінграда. 
У 1939 році закінчив Вищу школу партійних організаторів при ЦК ВКП(б) у Москві.
У 1939—1940 роках — відповідальний організатор Управління кадрів ЦК ВКП(б).
У 1940 — березні 1941 року — секретар Мінського обласного комітету КП(б) Білорусії із кадрів.
У березні — листопаді 1941 року — 1-й секретар Мінського обласного і міського комітетів КП(б) Білорусії.
У листопаді 1941 — вересні 1944 року — секретар Челябінського обласного комітету ВКП(б) із авіаційної промисловості. У вересні 1944 року відкликаний у розпорядження ЦК КП(б) Білорусії. 
З березня 1949 року — 2-й секретар Астраханського обласного комітету ВКП(б).
Подальша доля невідома.